# Daniel Ramírez
Daniel Zabdiel Ramírez Carranza (né le 21 décembre 1992 à Hermosillo) est un nageur mexicain, spécialiste de nage libre.

Il détient le record national sur 50 m nage libre. 